# Tornei di tennis femminili indipendenti nel 1976
Nel 1976 alcuni tornei di tennis femminili facevano parte del WTA Tour 1976, altri del Women's International Grand Prix 1976, ma alcuni non erano inseriti in nessuno dei 2 circuiti.

## Calendario

### Gennaio
| Settimana  | Torneo                                                                                            | Vincitore                                  | Finalista                      | Semifinalisti | Eliminati ai quarti |
| ---------- | ------------------------------------------------------------------------------------------------- | ------------------------------------------ | ------------------------------ | ------------- | ------------------- |
| gennaio    | Torneo di Boras 1976 Borås, Svezia Campo indoor Singolare - Doppio                                | Linda Mottram 6-1 6-2                      | Nina Bohm                      |               |                     |
| gennaio    | Torneo di Boras 1976 Borås, Svezia Campo indoor Singolare - Doppio                                | Lindsay Blachford Annette Coe 6-1 6-4      | Eewersk Mimi Wikstedt          |               |                     |
| 4 gennaio  | New Zealand Championships 1976 Christchurch, Nuova Zelanda Erba Singolare - Doppio                | Judy Connor Chaloner 7-5 1-6 6-4           | Pauline Elliott                |               |                     |
| 4 gennaio  | New Zealand Championships 1976 Christchurch, Nuova Zelanda Erba Singolare - Doppio                | Pauline Elliott Chris Newton 4-6 6-3 6-1   | Haig Hunt                      |               |                     |
| 11 gennaio | WTA Austin 1976 Austin, USA Cemento Singolare                                                     | Chris Evert 6-3 7-6                        | Evonne Goolagong Cawley        |               |                     |
| 11 gennaio | German Covered Court Championships 1976 Brema, Germania Campo indoor Singolare - Doppio           | Linda Mottram 6-0 6-1                      | Edith Winkens                  |               |                     |
| 11 gennaio | German Covered Court Championships 1976 Brema, Germania Campo indoor Singolare - Doppio           |                                            |                                |               |                     |
| 11 gennaio | Benson & Hedges Open 1976 Auckland, Nuova Zelanda Erba Singolare - Doppio                         | Sue Barker Helga Masthoff titolo condiviso |                                |               |                     |
| 11 gennaio | Benson & Hedges Open 1976 Auckland, Nuova Zelanda Erba Singolare - Doppio                         |                                            |                                |               |                     |
| 11 gennaio | Pacific Coast Indoors 1976 Portland, USA Campo indoor Singolare - Doppio                          | Terry Holladay 6-3 6-4                     | Mona Schallau Guerrant         |               |                     |
| 11 gennaio | Pacific Coast Indoors 1976 Portland, USA Campo indoor Singolare - Doppio                          | Cecilia Martinez Jane Stratton 7-5 4-6 6-4 | Terry Holladay Paula Smith     |               |                     |
| 17 gennaio | New Zealand Hard Court Championships 1976 Whangerei, Nuova Zelanda Terra rossa Singolare - Doppio | Judy Connor Chaloner 6-2 6-0               | Kym Ruddell                    |               |                     |
| 17 gennaio | New Zealand Hard Court Championships 1976 Whangerei, Nuova Zelanda Terra rossa Singolare - Doppio | Pauline Elliott Chris Newton 6-4 2-6 6-3   | J Philips Judy Connor Chaloner |               |                     |
| 21 gennaio | Scandanavian Covered Court Championships 1976 Copenaghen, Danimarca Singolare - Doppio            | Linda Mottram 6-1 7-6                      | Annette Coe                    |               |                     |
| 21 gennaio | Scandanavian Covered Court Championships 1976 Copenaghen, Danimarca Singolare - Doppio            |                                            |                                |               |                     |
| 21 gennaio | Torneo di Malmo 1976 Malmö, Svezia Campo indoor Singolare - Doppio                                | Linda Mottram 6-2 5-7 7-5                  | Belinda Thompson               |               |                     |
| 21 gennaio | Torneo di Malmo 1976 Malmö, Svezia Campo indoor Singolare - Doppio                                | Nina Bohm Lotta Stenberg 5-7 6-2 6-1       | Lindsay Blachford Annette Coe  |               |                     |
| 25 gennaio | Nairobi International 1976 Nairobi, Kenya Singolare - Doppio                                      | Jane Davies 6-1 6-3                        | Sue Langridge                  |               |                     |
| 25 gennaio | Nairobi International 1976 Nairobi, Kenya Singolare - Doppio                                      |                                            |                                |               |                     |
| 28 gennaio | New South Wales Hard Court Championships 1976 Grafton, Australia Singolare - Doppio               | Chris O'Neil 7-5 1-6 6-3                   | Jan Lehane                     |               |                     |
| 28 gennaio | New South Wales Hard Court Championships 1976 Grafton, Australia Singolare - Doppio               |                                            |                                |               |                     |

### Febbraio
| Settimana   | Torneo                                                       | Vincitore                            | Finalista             | Semifinalisti | Eliminati ai quarti |
| ----------- | ------------------------------------------------------------ | ------------------------------------ | --------------------- | ------------- | ------------------- |
| 8 febbraio  | Mombasa International 1976 Mombasa, Kenya Singolare - Doppio | C. Bastin 6-0 6-0                    | U. Ulrich             |               |                     |
| 8 febbraio  | Mombasa International 1976 Mombasa, Kenya Singolare - Doppio |                                      |                       |               |                     |
| 22 febbraio | Nairobi Open 1976 Nairobi, Kenya Singolare - Doppio          | Annette Coe 6-2 6-4                  | U. Ulrich             |               |                     |
| 22 febbraio | Nairobi Open 1976 Nairobi, Kenya Singolare - Doppio          | Annette Coe Linday Blachford 6-1 6-4 | Jane Davies U. Ulrich |               |                     |

### Marzo
| Settimana | Torneo                                                                                          | Vincitore                          | Finalista                           | Semifinalisti | Eliminati ai quarti |
| --------- | ----------------------------------------------------------------------------------------------- | ---------------------------------- | ----------------------------------- | ------------- | ------------------- |
| marzo     | San Luis Potosi International 1976 San Luis Potosi, Messico Terra rossa Singolare - Doppio      | Robin Harris                       | Gina Diaz Ponce                     |               |                     |
| marzo     | San Luis Potosi International 1976 San Luis Potosi, Messico Terra rossa Singolare - Doppio      | Gina Diaz Ponce Lourdes Diaz Ponce |                                     |               |                     |
| 7 marzo   | Egyptian International Cairo Championships 1976 Il Cairo, Egitto Terra rossa Singolare - Doppio | Yelena Granaturova 0-6 6-0 6-1     | Lydia Zinkevich                     |               |                     |
| 7 marzo   | Egyptian International Cairo Championships 1976 Il Cairo, Egitto Terra rossa Singolare - Doppio |                                    |                                     |               |                     |
| 7 marzo   | Madrid Club De Campo Jotsa Petit Prix 1976 Madrid, Spagna Singolare - Doppio                    | Chris O'Neil 6-3 6-3               | Carmen Coronado                     |               |                     |
| 7 marzo   | Madrid Club De Campo Jotsa Petit Prix 1976 Madrid, Spagna Singolare - Doppio                    | Chris O'Neil Dianne Evers 6-3 6-3  | Carmen Coronado Ana Maria Estalella |               |                     |
| 8 marzo   | South-West Districts Championships 1976 Warrnambool, Australia Singolare - Doppio               | Kym Ruddell 6-7 6-4 6-2            | Pam Whytcross                       |               |                     |
| 8 marzo   | South-West Districts Championships 1976 Warrnambool, Australia Singolare - Doppio               |                                    |                                     |               |                     |
| 14 marzo  | Madrid Real Automobile Club 1976 Madrid, Spagna Singolare - Doppio                              | Lesley Charles 6-3 6-1             | Monica Alvarez                      |               |                     |
| 14 marzo  | Madrid Real Automobile Club 1976 Madrid, Spagna Singolare - Doppio                              | Diane Evers Chris O'Neil 6-0 6-0   | Anthea Cooper Clare Harrison        |               |                     |
| 21 marzo  | Madrid La Moraleja Tournament 1976 Madrid, Spagna Singolare - Doppio                            | Chris O'Neil 6-4 3-6 6-1           | Lesley Charles                      |               |                     |
| 21 marzo  | Madrid La Moraleja Tournament 1976 Madrid, Spagna Singolare - Doppio                            | Chris O'Neil Dianne Evers 6-4 7-5  | Carmen Coronado Ana Maria Estalella |               |                     |

### Aprile
| Settimana | Torneo                                                                                      | Vincitore                                 | Finalista                             | Semifinalisti | Eliminati ai quarti |
| --------- | ------------------------------------------------------------------------------------------- | ----------------------------------------- | ------------------------------------- | ------------- | ------------------- |
| 11 aprile | Nice Lawn Tennis Club Championships 1976 Nizza, Francia Terra rossa Singolare - Doppio      | Michèle Gurdal 6-2 6-4                    | Fiorella Bonicelli                    |               |                     |
| 11 aprile | Nice Lawn Tennis Club Championships 1976 Nizza, Francia Terra rossa Singolare - Doppio      | Katja Ebbinghaus Helga Masthoff 6-2 6-4   | Fiorella Bonicelli Heidi Eisterlehner |               |                     |
| 18 aprile | Los Angeles Special Event 1976 Los Angeles, USA                                             | Martina Navrátilová 6-3 6-3               | Marita Redondo                        |               |                     |
| 18 aprile | Malaysian Open 1976 Kuala Lumpur, Malaysia Singolare - Doppio                               | Lita Sugiarto 6-0 6-3                     | Suthasini Sirikaya                    |               |                     |
| 18 aprile | Malaysian Open 1976 Kuala Lumpur, Malaysia Singolare - Doppio                               |                                           |                                       |               |                     |
| 19 aprile | WTA Monte Carlo 1976 Monte Carlo, Monte Carlo Terra rossa Singolare - Doppio                | Helga Niessen Masthoff 6-4 6-2            | Fiorella Bonicelli                    |               |                     |
| 19 aprile | WTA Monte Carlo 1976 Monte Carlo, Monte Carlo Terra rossa Singolare - Doppio                | Katja Ebbinghaus Helga Masthoff 6-3 7-5   | Rosie Darmon Gail Lovera              |               |                     |
| 19 aprile | North of England Championships 1976 Southport, Gran Bretagna Terra rossa Singolare - Doppio | Michelle Tyler 6-1 6-1                    | Corinne Molesworth                    |               |                     |
| 19 aprile | North of England Championships 1976 Southport, Gran Bretagna Terra rossa Singolare - Doppio | Michelle Tyler Corinne Molesworth 6-4 6-4 | Nerida Gregory Sally Birchall         |               |                     |
| 19 aprile | Darling Downs Championships 1976 Toowoomba, Australia Singolare - Doppio                    | Janet Fallis 7-5 6-3                      | S. Quinnell                           |               |                     |
| 19 aprile | Darling Downs Championships 1976 Toowoomba, Australia Singolare - Doppio                    |                                           |                                       |               |                     |
| 24 aprile | Norwich Tournament 1976 Norwich, Gran Bretagna Terra rossa Singolare - Doppio               | Michelle Tyler 6-4 6-2                    | Yvonne Vermaak                        |               |                     |
| 24 aprile | Norwich Tournament 1976 Norwich, Gran Bretagna Terra rossa Singolare - Doppio               | Lesley Charles Sue Mappin 6-0 6-3         | Michelle Tyler Yvonne Vermaak         |               |                     |

### Maggio
| Settimana | Torneo                                                                                            | Vincitore                                      | Finalista                      | Semifinalisti | Eliminati ai quarti |
| --------- | ------------------------------------------------------------------------------------------------- | ---------------------------------------------- | ------------------------------ | ------------- | ------------------- |
| maggio    | River Plate Championships 1976 Buenos Aires, Argentina Singolare - Doppio                         | Beatrix Araujo                                 | Gonzalez-Locicero              |               |                     |
| maggio    | River Plate Championships 1976 Buenos Aires, Argentina Singolare - Doppio                         |                                                |                                |               |                     |
| 1º maggio | Sutton Hard Court Championships 1976 Sutton, Gran Bretagna Terra rossa Singolare - Doppio         | Michelle Tyler 7-6 2-6 8-6                     | Linda Mottram                  |               |                     |
| 1º maggio | Sutton Hard Court Championships 1976 Sutton, Gran Bretagna Terra rossa Singolare - Doppio         | Lesley Charles Sue Mappin 6-1 6-1              | Linda Mottram Belinda Thompson |               |                     |
| 3 maggio  | Maroochy Championships 1976 Nambour, Australia Singolare - Doppio                                 | Susan Leo 6-2 6-1                              | M. Gordan                      |               |                     |
| 3 maggio  | Maroochy Championships 1976 Nambour, Australia Singolare - Doppio                                 |                                                |                                |               |                     |
| 8 maggio  | Paddington Hard Court Championships 1976 Paddington, Gran Bretagna Terra rossa Singolare - Doppio | Jackie Fayter-Hough 2-6 6-1 6-1                | Belinda Thompson               |               |                     |
| 8 maggio  | Paddington Hard Court Championships 1976 Paddington, Gran Bretagna Terra rossa Singolare - Doppio | Lesley Charles Sue Mappin 4-6 6-0 6-2          | Linda Mottram Belinda Thompson |               |                     |
| 16 maggio | British Hard Court Championships 1976 Bournemouth, Gran Bretagna Terra rossa Singolare - Doppio   | Helga Niessen Masthoff 5-7 6-3 6-2             | Sue Barker                     |               |                     |
| 16 maggio | British Hard Court Championships 1976 Bournemouth, Gran Bretagna Terra rossa Singolare - Doppio   | Linky Boshoff Ilana Kloss 6-3 6-2              | Lesley Charles Sue Mappin      |               |                     |
| 22 maggio | Surrey Hard Court Championships 1976 Guildford, Gran Bretagna Terra rossa Singolare - Doppio      | Marise Kruger 6-2 6-2                          | Wendy Gilchrist-Paish          |               |                     |
| 22 maggio | Surrey Hard Court Championships 1976 Guildford, Gran Bretagna Terra rossa Singolare - Doppio      | Alison McMillan Rowena Whitehouse 6-4 6-7 10-8 | Kathy Harter Sharon Walsh      |               |                     |
| 29 maggio | Torneo di Lee-on-Solent 1976 Lee-on-the-Solent, Gran Bretagna Terra rossa Singolare - Doppio      | Alison McMillan 6-2 4-6 6-1                    | Veronica Burton                |               |                     |
| 29 maggio | Torneo di Lee-on-Solent 1976 Lee-on-the-Solent, Gran Bretagna Terra rossa Singolare - Doppio      | Alison McMillan Marise Kruger 3-6 6-4 6-2      | Sue Pendlebury Lorna Whitfield |               |                     |
| 30 maggio | Paris Casg Rothmans Open 1976 Parigi, Francia Terra rossa Singolare - Doppio                      | Nathalie Fuchs 6-1 6-2                         | Brigitte Simon                 |               |                     |
| 30 maggio | Paris Casg Rothmans Open 1976 Parigi, Francia Terra rossa Singolare - Doppio                      |                                                |                                |               |                     |

### Giugno
| Settimana | Torneo                                                                               | Vincitore                                        | Finalista                      | Semifinalisti | Eliminati ai quarti |
| --------- | ------------------------------------------------------------------------------------ | ------------------------------------------------ | ------------------------------ | ------------- | ------------------- |
| 5 giugno  | Torneo di Sheffield 1976 Sheffield, Gran Bretagna Erba Singolare - Doppio            | Wendy Gilchrist-Paish 6-2 7-6                    | Beatriz Villeverde             |               |                     |
| 5 giugno  | Torneo di Sheffield 1976 Sheffield, Gran Bretagna Erba Singolare - Doppio            | Wendy Gilchrist-Paish Beatriz Villeverde 6-3 6-3 | Cathy Drury L Robinson         |               |                     |
| 5 giugno  | Torneo di Chichester 1976 Chichester, Gran Bretagna Erba Singolare - Doppio          | Marise Kruger 6-2 6-2                            | Anne Bruning                   |               |                     |
| 5 giugno  | Torneo di Chichester 1976 Chichester, Gran Bretagna Erba Singolare - Doppio          | Marise Kruger Elizabeth Vlotman 6-2 6-1          | Corinne Molesworth Naoko Satō  |               |                     |
| 5 giugno  | Northern Championships 1976 Manchester, Gran Bretagna Erba Singolare - Doppio        | Sue Mappin 6-4 7-5                               | Lesley Charles                 |               |                     |
| 5 giugno  | Northern Championships 1976 Manchester, Gran Bretagna Erba Singolare - Doppio        | Sue Mappin Lesley Charles 6-3 9-8                | Kym Ruddell Belinda Thompson   |               |                     |
| 12 giugno | Kent Championships 1976 Beckenham, Gran Bretagna Erba Singolare - Doppio             | Ol'ga Morozova 7-5 2-6 6-3                       | Marise Kruger                  |               |                     |
| 12 giugno | Kent Championships 1976 Beckenham, Gran Bretagna Erba Singolare - Doppio             | Brigette Cuypers Annette Van Zyl 9-7 6-4         | Nataša Čmyreva Ol'ga Morozova  |               |                     |
| 14 giugno | Southern Downs Championships 1976 Warwick, Australia Singolare - Doppio              | S. Quinnell 6-4 6-2                              | G. Ayre                        |               |                     |
| 14 giugno | Southern Downs Championships 1976 Warwick, Australia Singolare - Doppio              |                                                  |                                |               |                     |
| 19 giugno | Midland Counties Championships 1976 Edgbaston, Gran Bretagna Erba Singolare - Doppio | I. Korsten 4-6 6-1 6-3                           | Janice Townsend                |               |                     |
| 19 giugno | Midland Counties Championships 1976 Edgbaston, Gran Bretagna Erba Singolare - Doppio |                                                  |                                |               |                     |
| 19 giugno | Scottish Championships 1976 Craiglockart, Gran Bretagna Erba Singolare - Doppio      | Mariana Simionescu 6-2 6-3                       | Jana Sedlakova Pikorova        |               |                     |
| 19 giugno | Scottish Championships 1976 Craiglockart, Gran Bretagna Erba Singolare - Doppio      | Alana Bakos M Lloyd-Wronsley 6-3 6-2             | Patricia Bianchi Caroline Lane |               |                     |

### Luglio
| Settimana | Torneo                                                                                      | Vincitore                                    | Finalista                                        | Semifinalisti | Eliminati ai quarti |
| --------- | ------------------------------------------------------------------------------------------- | -------------------------------------------- | ------------------------------------------------ | ------------- | ------------------- |
| luglio    | Czechoslovakian International Championships 1976 Ostrava, Cecoslovacchia Singolare - Doppio | Renáta Tomanová                              | non conosciuta (bandiera)                        |               |                     |
| luglio    | Czechoslovakian International Championships 1976 Ostrava, Cecoslovacchia Singolare - Doppio |                                              |                                                  |               |                     |
| 4 luglio  | Tennessee Valley International 1976 Chattanooga, USA Singolare - Doppio                     | Diane Desfor 6-3 6-3                         | Stephanie Tolleson                               |               |                     |
| 4 luglio  | Tennessee Valley International 1976 Chattanooga, USA Singolare - Doppio                     |                                              |                                                  |               |                     |
| 4 luglio  | Torneo di Travemünde 1976 Travemünde, Germania Terra rossa Singolare - Doppio               | Helga Masthoff 6-2 6-2                       | Katja Ebbinghaus                                 |               |                     |
| 4 luglio  | Torneo di Travemünde 1976 Travemünde, Germania Terra rossa Singolare - Doppio               |                                              |                                                  |               |                     |
| 10 luglio | East Of England Championships 1976 Felixstowe, Gran Bretagna Erba Singolare - Doppio        | Jan Wilton 6-3 7-5                           | Julia Lloyd                                      |               |                     |
| 10 luglio | East Of England Championships 1976 Felixstowe, Gran Bretagna Erba Singolare - Doppio        | Jan Morton Jan Wilton 7-5 6-2                | Sue Hole C Leatham                               |               |                     |
| 10 luglio | Irish Open 1976 Dublino, Irlanda Terra rossa Singolare - Doppio                             | Sue Mappin 6-4 6-0                           | Tanya Harford                                    |               |                     |
| 10 luglio | Irish Open 1976 Dublino, Irlanda Terra rossa Singolare - Doppio                             | Lesley Charles Sue Mappin 8-6 6-3            | Annette Coe Corinne Molesworth                   |               |                     |
| 11 luglio | Swedish Open 1976 Båstad, Svezia Terra rossa Singolare - Doppio                             | Renáta Tomanová 6-3 6-2                      | Helena Anliot                                    |               |                     |
| 11 luglio | Swedish Open 1976 Båstad, Svezia Terra rossa Singolare - Doppio                             | María-Isabel Fernández Mimi Wikstedt 6-1 7-6 | Lesley Hunt Renáta Tomanová                      |               |                     |
| 11 luglio | WTA Swiss Open 1976 Gstaad, Svizzera Terra rossa Singolare - Doppio                         | Michèle Gurdal 4-6 6-2 6-3                   | Gail Sherriff Chanfreau Lovera                   |               |                     |
| 11 luglio | WTA Swiss Open 1976 Gstaad, Svizzera Terra rossa Singolare - Doppio                         | Betsy Nagelsen Wendy Turnbull 6–4, 6–4       | Brigette Cuypers Annette Van Zyl                 |               |                     |
| 17 luglio | Essex Championships 1976 Frinton, Gran Bretagna Erba Singolare - Doppio                     | Corinne Molesworth 6-4 9-8                   | Jo Durie                                         |               |                     |
| 17 luglio | Essex Championships 1976 Frinton, Gran Bretagna Erba Singolare - Doppio                     | Jo Durie Clare Harrison 6-4 8-6              | Annette Coe Corinne Molesworth                   |               |                     |
| 17 luglio | Turkey Open 1976 Istanbul, Turchia Terra rossa Singolare - Doppio                           | Cecilia Martinez                             | non conosciuta (bandiera)                        |               |                     |
| 17 luglio | Turkey Open 1976 Istanbul, Turchia Terra rossa Singolare - Doppio                           |                                              |                                                  |               |                     |
| 18 luglio | WTA Austrian Open 1976 Kitzbühel, Austria Terra rossa Singolare - Doppio                    | Wendy Turnbull 6-4 5-7 6-2                   | Virginia Ruzici                                  |               |                     |
| 18 luglio | WTA Austrian Open 1976 Kitzbühel, Austria Terra rossa Singolare - Doppio                    | Helena Anliot Mimi Wikstedt 6–4, 2–6, 7–5    | Katja Burgemeister Ebbinghaus Heidi Eisterlehner |               |                     |

### Agosto
| Settimana | Torneo | Vincitore                               | Finalista                       | Semifinalisti | Eliminati ai quarti |
| --------- | --- | --------------------------------------- | ------------------------------- | ------------- | ------------------- |
| 8 agosto  | European Amateur Championships 1976 Přerov, Cecoslovacchia Terra rossa Singolare - Doppio                                  | Mima Jaušovec 3-6 6-2 7-5               | Nataša Čmyreva                  |               |                     |
| 8 agosto  | European Amateur Championships 1976 Přerov, Cecoslovacchia Terra rossa Singolare - Doppio                                  | Maria Chuvyrina Ol'ga Morozova 6-4 6-4  | Galina Bakšeeva Natsha Chymreva |               |                     |
| 22 agosto | Virginia Slims of Central New York 1976 (Westchester Orange WTA Invitational) Harrison, USA Terra rossa Singolare - Doppio | Beth Norton 1-6 7-5 6-3                 | Ruta Gerulaitis                 |               |                     |
| 22 agosto | Virginia Slims of Central New York 1976 (Westchester Orange WTA Invitational) Harrison, USA Terra rossa Singolare - Doppio | Patricia Bostrom Janice Metcalf 6-2 6-3 | Laura DuPont Valerie Ziegenfuss |               |                     |
| 29 agosto | WTA New Jersey 1976 (Tennis Week Open) Orange, USA Terra rossa Singolare - Doppio                                          | Marise Kruger 6-3 6-2                   | Lea Antonoplis                  |               |                     |
| 29 agosto | WTA New Jersey 1976 (Tennis Week Open) Orange, USA Terra rossa Singolare - Doppio                                          |                                         |                                 |               |                     |

### Settembre
| Settimana    | Torneo | Vincitore                          | Finalista          | Semifinalisti | Eliminati ai quarti |
| ------------ | --- | ---------------------------------- | ------------------ | ------------- | ------------------- |
| 1º settembre | Stuttgart Tournament 1976 Stoccarda, Germania Terra rossa Singolare - Doppio                                       | Helga Niessen Masthoff 6-4 4-6 6-2 | Heidi Eisterlehner |               |                     |
| 1º settembre | Stuttgart Tournament 1976 Stoccarda, Germania Terra rossa Singolare - Doppio                                       |                                    |                    |               |                     |
| 19 settembre | Western Australian Metropolitan Hard Court Championships 1976 Applecross, Australia Terra rossa Singolare - Doppio | Mary Sawyer 7-5 6-1                | Chris Matison      |               |                     |
| 19 settembre | Western Australian Metropolitan Hard Court Championships 1976 Applecross, Australia Terra rossa Singolare - Doppio |                                    |                    |               |                     |

### Ottobre
| Settimana  | Torneo | Vincitore                                              | Finalista                         | Semifinalisti | Eliminati ai quarti |
| ---------- | --- | ------------------------------------------------------ | --------------------------------- | ------------- | ------------------- |
| 2 ottobre  | Pernod Trophy Open Womens Perth 1976 Perth, Gran Bretagna Campo indoor Singolare - Doppio                   | Lesley Charles 6-2 6-3                                 | Corinne Molesworth                |               |                     |
| 2 ottobre  | Pernod Trophy Open Womens Perth 1976 Perth, Gran Bretagna Campo indoor Singolare - Doppio                   | Lesley Charles Sue Mappin 6-3 6-3                      | Diane Evers Patti Hogan           |               |                     |
| 4 ottobre  | Eastern Suburbs Open 1976 Coogee, Australia Singolare - Doppio                                              | Jan O'Neill 6-4 6-2                                    | Kaye Hallam                       |               |                     |
| 4 ottobre  | Eastern Suburbs Open 1976 Coogee, Australia Singolare - Doppio                                              | Lesley Bowrey Jan O'Neill 4-6 6-2 6-1                  | Kaye Hallam Carol Zeeman          |               |                     |
| 9 ottobre  | Pernod Open Women's Trophy of Bournemouth 1976 Bournemouth, Gran Bretagna Campo indoor Singolare - Doppio   | Lindsey Beaven 0-6 7-5 6-4                             | Michelle Tyler                    |               |                     |
| 9 ottobre  | Pernod Open Women's Trophy of Bournemouth 1976 Bournemouth, Gran Bretagna Campo indoor Singolare - Doppio   | Lesley Charles Sue Mappin 6-2 6-0                      | Lindsey Beaven Michelle Tyler     |               |                     |
| 11 ottobre | Western Australian State Hard Court Championships 1976 Bruce Rock, Australia Terra rossa Singolare - Doppio | Mary Sawyer 6-4 2-6 6-4                                | Chris Matison                     |               |                     |
| 11 ottobre | Western Australian State Hard Court Championships 1976 Bruce Rock, Australia Terra rossa Singolare - Doppio |                                                        |                                   |               |                     |
| 11 ottobre | Adelaide Hard Court Championships 1976 Adelaide, Australia Terra rossa Singolare - Doppio                   | Jan O'Neill 6-1 6-0                                    | Di Berkinshaw                     |               |                     |
| 11 ottobre | Adelaide Hard Court Championships 1976 Adelaide, Australia Terra rossa Singolare - Doppio                   |                                                        |                                   |               |                     |
| 15 ottobre | Hilton Head Classic 1976 Hilton Head, USA Terra rossa Singolare - Doppio                                    | Evonne Goolagong Cawley 6-3 6-4                        | Virginia Wade                     |               |                     |
| 15 ottobre | Hilton Head Classic 1976 Hilton Head, USA Terra rossa Singolare - Doppio                                    | Sue Barker Evonne Goolagong Cawley 6-4, 4-6, 6-3       | Martina Navrátilová Virginia Wade |               |                     |
| 15 ottobre | Hilton Head Classic 1976 Hilton Head, USA Terra rossa Singolare - Doppio                                    | Doppio misto: Martina Navrátilová Ilie Năstase 6-3 6-3 | Sue Barker Björn Borg             |               |                     |
| 16 ottobre | Aberavon Cup 1976 Aberavon, Gran Bretagna Sintetico indoor Singolare - Doppio                               | Michelle Tyler 6-1 6-3                                 | Sue Mappin                        |               |                     |
| 16 ottobre | Aberavon Cup 1976 Aberavon, Gran Bretagna Sintetico indoor Singolare - Doppio                               | Dianne Evers Corinne Molesworth 7-6 6-3                | Lesley Charles Sue Mappin         |               |                     |
| 17 ottobre | Madrid Tennis Grand Prix 1976 Madrid, Spagna Terra rossa Singolare - Doppio                                 | Regina Maršíková 6-0 6-2                               | Monica Simmen                     |               |                     |
| 17 ottobre | Madrid Tennis Grand Prix 1976 Madrid, Spagna Terra rossa Singolare - Doppio                                 | Florența Mihai Virginia Ruzici 6-4 5-7 6-2             | Regina Maršíková Renáta Tomanová  |               |                     |
| 24 ottobre | Barcelona Ladies Open 1976 Barcellona, Spagna Terra rossa Singolare - Doppio                                | Renáta Tomanová 3-6 6-4 6-2                            | Virginia Ruzici                   |               |                     |
| 24 ottobre | Barcelona Ladies Open 1976 Barcellona, Spagna Terra rossa Singolare - Doppio                                | Florența Mihai Virginia Ruzici 6–2, 6–4                | Nathalie Fuchs Michèle Gurdal     |               |                     |
| 24 ottobre | South Coast Championships 1976 Southport, Australia Singolare - Doppio                                      | S. Poll 6-4 6-4                                        | S. Quinnell                       |               |                     |
| 24 ottobre | South Coast Championships 1976 Southport, Australia Singolare - Doppio                                      |                                                        |                                   |               |                     |
| 30 ottobre | Palace Hotel Covered Court Championships 1976 Torquay, Gran Bretagna Campo indoor Singolare - Doppio        | Sue Barker 6-4 6-2                                     | Michelle Tyler                    |               |                     |
| 30 ottobre | Palace Hotel Covered Court Championships 1976 Torquay, Gran Bretagna Campo indoor Singolare - Doppio        | Ann Haydon Jones Winnie Shaw 6-3 7-5                   | Lesley Charles Sue Mappin         |               |                     |

### Novembre
| Settimana   | Torneo                                                                                     | Vincitore                           | Finalista                     | Semifinalisti | Eliminati ai quarti |
| ----------- | ------------------------------------------------------------------------------------------ | ----------------------------------- | ----------------------------- | ------------- | ------------------- |
| novembre    | Southern Transvaal Championships 1976 Johannesburg, Sudafrica Singolare - Doppio           | Yvonne Vermaak                      | Tanya Harford                 |               |                     |
| novembre    | Southern Transvaal Championships 1976 Johannesburg, Sudafrica Singolare - Doppio           |                                     |                               |               |                     |
| novembre    | Border Championships 1976 East London, Sudafrica Singolare - Doppio                        | Yvonne Vermaak 6-3 2-6 6-2          | Sue Mappin                    |               |                     |
| novembre    | Border Championships 1976 East London, Sudafrica Singolare - Doppio                        |                                     |                               |               |                     |
| 6 novembre  | Japan Open Tennis Championships 1976 Tokyo, Giappone Terra rossa Singolare - Doppio        | Wendy Turnbull 6-1 6-1              | Michèle Gurdal                |               |                     |
| 6 novembre  | Japan Open Tennis Championships 1976 Tokyo, Giappone Terra rossa Singolare - Doppio        | Michèle Gurdal Naoko Satō           |                               |               |                     |
| 21 novembre | Victorian Hard Court Championships 1976 Melbourne, Australia Singolare - Doppio            | Pam Whytcross 4-6 6-4 6-1           | Kym Ruddell                   |               |                     |
| 21 novembre | Victorian Hard Court Championships 1976 Melbourne, Australia Singolare - Doppio            |                                     |                               |               |                     |
| 28 novembre | WTA Argentine Open 1976 Buenos Aires, Argentina Terra rossa Singolare - Doppio             | Laura DuPont 6-1 6-2                | Beatrix Araujo                |               |                     |
| 28 novembre | WTA Argentine Open 1976 Buenos Aires, Argentina Terra rossa Singolare - Doppio             |                                     |                               |               |                     |
| 28 novembre | Borden Classic 1976 Tokyo, Giappone Cemento indoor Singolare - Doppio                      | Chris Evert 6-2 7-6                 | Sue Barker                    |               |                     |
| 28 novembre | Borden Classic 1976 Tokyo, Giappone Cemento indoor Singolare - Doppio                      | Sue Barker Ann Kiyomura 4-6 6-3 6-1 | Rosie Casals Billie Jean King |               |                     |
| 28 novembre | Australian Hard Court Championships 1976 Laumeah, Australia Terra rossa Singolare - Doppio | Dianne Fromholtz Balestrat 6-1 6-0  | Leanne Harrison               |               |                     |
| 28 novembre | Australian Hard Court Championships 1976 Laumeah, Australia Terra rossa Singolare - Doppio |                                     |                               |               |                     |

### Dicembre
| Settimana   | Torneo                                                                                   | Vincitore                                      | Finalista                        | Semifinalisti | Eliminati ai quarti |
| ----------- | ---------------------------------------------------------------------------------------- | ---------------------------------------------- | -------------------------------- | ------------- | ------------------- |
| dicembre    | Eastern Province Championships 1976 Port Elizabeth, Sudafrica Singolare - Doppio         | Yvonne Vermaak 6-2 6-2                         | Alison McMillan                  |               |                     |
| dicembre    | Eastern Province Championships 1976 Port Elizabeth, Sudafrica Singolare - Doppio         |                                                |                                  |               |                     |
| dicembre    | Natal Open 1976 Durban, Sudafrica Singolare - Doppio                                     | Brenda Kirk 6-1 6-2                            | Alison McMillan                  |               |                     |
| dicembre    | Natal Open 1976 Durban, Sudafrica Singolare - Doppio                                     |                                                |                                  |               |                     |
| dicembre    | OFS Championships 1976 Bloemfontein, Sudafrica Singolare - Doppio                        | Glynis Coles-Bond 6-2 6-1                      | Yvonne Vermaak                   |               |                     |
| dicembre    | OFS Championships 1976 Bloemfontein, Sudafrica Singolare - Doppio                        |                                                |                                  |               |                     |
| dicembre    | Western Province Championships 1976 Città del Capo, Sudafrica Singolare - Doppio         | Brenda Kirk 6-3 6-3                            | Sue Mappin                       |               |                     |
| dicembre    | Western Province Championships 1976 Città del Capo, Sudafrica Singolare - Doppio         |                                                |                                  |               |                     |
| 5 dicembre  | Queensland Hard Court Championships 1976 Redcliffe, Australia Singolare - Doppio         | Marilyn Tesch 3-6 6-2 6-0                      | Janet Fallis                     |               |                     |
| 5 dicembre  | Queensland Hard Court Championships 1976 Redcliffe, Australia Singolare - Doppio         |                                                |                                  |               |                     |
| 6 dicembre  | South Australian Open 1976 Adelaide, Australia Erba Singolare - Doppio                   | Chris O'Neil 3-6 6-4 6-0                       | Nerida Gregory                   |               |                     |
| 6 dicembre  | South Australian Open 1976 Adelaide, Australia Erba Singolare - Doppio                   | Nerida Gregory Rosalyn McCann 6-3 6-2          | Elizabeth Little Keryn Pratt     |               |                     |
| 12 dicembre | Queensland Open 1976 Brisbane, Australia Erba Singolare - Doppio                         | Susan Leo 7-5 7-6                              | Donna Kelly                      |               |                     |
| 12 dicembre | Queensland Open 1976 Brisbane, Australia Erba Singolare - Doppio                         |                                                |                                  |               |                     |
| 12 dicembre | United Airlines Aloha Classic of Kauai Hawaii 1976 Kauai, USA Cemento Singolare - Doppio | Renée Richards 6-1 6-4                         | Kathy Kuykendall                 |               |                     |
| 12 dicembre | United Airlines Aloha Classic of Kauai Hawaii 1976 Kauai, USA Cemento Singolare - Doppio | Renée Richards Bettany Stuart 6-3 6-2          | Susie Mehmedbasich Mimi Wikstedt |               |                     |
| 19 dicembre | United Airlines Aloha Classic of Kona Hawaii 1976 Kona, USA Cemento Singolare - Doppio   | Karen Hantze Susman 4-6 6-4 6-2                | Renée Richards                   |               |                     |
| 19 dicembre | United Airlines Aloha Classic of Kona Hawaii 1976 Kona, USA Cemento Singolare - Doppio   | Mary-Ann Eisel Curtis Cecilia Martinez 6-2 6-1 | Renée Richards Bettany Stuart    |               |                     |
| 19 dicembre | Western Australian Open 1976 Perth, Australia Erba Singolare - Doppio                    | Wendy Turnbull 6-3 6-4                         | Renáta Tomanová                  |               |                     |
| 19 dicembre | Western Australian Open 1976 Perth, Australia Erba Singolare - Doppio                    |                                                |                                  |               |                     |
| 31 dicembre | Perth Championships 1976 Perth, Australia Singolare - Doppio                             | S. Mack 3-6 6-3 6-3                            | Kerryl Chute                     |               |                     |
| 31 dicembre | Perth Championships 1976 Perth, Australia Singolare - Doppio                             |                                                |                                  |               |                     |